# Рылов, Вячеслав Михайлович
Вячеслав Михайлович Рылов (22 марта 1889, Кронштадт — 22 марта 1942) — советский гидробиолог, доктор биологических наук, специалист по систематике ракообразных.

## Биография
Родился в Кронштадте 22 марта 1889 году. В 1908 году поступил в Санкт-Петербургский Политехнический институт, впоследствии перевелся в Университет (ЦГИА СПб, ф. 478, оп. 3, дело 5816). С 1912 по 1916 год учился на кафедре зоологии беспозвоночных Петроградского университета. После окончания университета и до конца жизни работал в Зоологическом институте. С 1916 года работал сверхштатным младшим зоологом, а с 1918 года зачислен в штат института. В 1934 году по совокупности работ Рылову была присвоена ученая степень доктора биологических наук, а в 1939 году он стал профессором. Умер 22 марта 1942 года после эвакуации из блокадного Ленинграда.

## Научные достижения
Рылов был одним из крупнейших специалистов по систематике и экологии веслоногих ракообразных. Участвовал во множестве экспедиций и впервые исследовал фауну зоопланктонных организмов в различных регионах России. В 1916 году стал членом Байкальской комиссии Академии наук.

## Избранные публикации
Автор более 100 публикаций, в том числе 8 монографий:
- Рылов В. М. Cyclopoida пресных вод // Фауна СССР. Ракообразные. — М.—Л.: Издательство АН СССР, 1948. — Т. 3, вып. 3. — 318 с. — (Новая серия № 35).
- Рылов В. М. Что понимать под планктонными организмами // Русский гидробиологический журнал. — 1922. — Т. 8, № 1. — С. 241—247.
- Рылов В. М. Некоторые данные по химизму и биологии вод Силурийского плато Ленинградской губ. // Русский гидробиологический журнал. — 1929. — Т. 8, № 1—3. — С. 1—13.
- Рылов В. М. К гидробиологической характеристике водоемов Ропши (воды Силурийского плато Ленинградской области) // Учёные записки ЛГУ. — 1937. — Т. 3, № 5 (15). — С. 32—40.